# サカナLOCKS!
『サカナLOCKS!』（サカナ・ロックス）は、2012年4月2日から2023年9月29日まで、TOKYO FMのラジオ番組『SCHOOL OF LOCK!』（以下、SOL!）内で放送されていたコーナーである。

## 概要
- 2012年4月2日に放送開始。
- サカナクションがSOL!の「音学の講師」として、校舎内にある「音学室」で授業を行う設定。
- この授業は「おんがく」の授業であるが、「音楽」ではなく、「音学」と表記される。授業のスローガンは『「音を学ぶ」「音で学ぶ」「音に学ぶ」』であり、山口の「音を通して生徒（リスナー）たちに学んでほしい」という考えが含まれている。
- 2019年4月5日より『SCHOOL OF LOCK! UNIVERSITY』内で放送。
- 同番組の終了に伴い、2020年1月3日より『SCHOOL OF LOCK! FRIDAY』へ移動。放送時間が5分程度延びることとなった。
- 2021年4月2日より、放送時間が1時間繰り上がった。
- 2022年7月8日 - 9月23日は山口の活動休止のため、江島啓一が代理でパーソナリティを務めた。
- 2023年9月1日の放送で、同月29日を以って休講（終了）することを発表。後任は、SUPER BEAVER。
- 2023年9月29日に休講。開講期間は11年半で、「ARTIST LOCKS!」の担当講師では、Perfume（13年）に次いで2番目の長さであった。

## 内容
番組の電子掲示板である「サカナ掲示板」に書き込まれた、生徒からの音楽に関しての質問等に答える。
生徒に対して、音楽に関する宿題を出す（テーマに対する掲示板への書き込み募集）。番組内で提出された宿題の解説や評価を行う。
山口の周りにいる、音楽に関係の深い人を授業に招き、対談する。
サカナクションの新曲が初披露されることが多い。

## 講師（出演者）
- サカナクション
  - 山口一郎が「音学の講師」として毎週登場。
  - 他のメンバー（岩寺、草刈、岡崎、江島）は「副担任's」として、たびたび登場する。山口不在時は「副担任's」が授業を行う。

## 放送内容
| 回        | 放送日         | サブタイトル（授業内容）                                                                                      |
| --------- | -------------- | --- |
| 1         | 2012年4月2日   | 音学の講師 |
| 2         | 2012年4月9日   | EARTH × HEART                                                                                                 |
| 3         | 2012年4月16日  | 恋愛インタビュー                                                                                              |
| 4         | 2012年4月23日  | サカナクションのLIVEセットリストを考えよ(1)                                                                   |
| 5         | 2012年4月30日  | わかったフリのアーティスト用語                                                                                |
| 6         | 2012年5月7日   | アレンジ |
| 7         | 2012年5月14日  | サカナクションのLIVEセットリストを考えよ(2)                                                                   |
| 8         | 2012年5月21日  | 「曲順」の模範解答                                                                                            |
| 9         | 2012年5月28日  | 主題歌 |
| 10        | 2012年6月4日   | PV・MV |
| 11        | 2012年6月11日  | 音楽と映像の関係性について                                                                                    |
| 12        | 2012年6月18日  | 恋愛観インタビュー                                                                                            |
| 13        | 2012年6月25日  | “ZEPP ALIVE”のセットリスト                                                                                    |
| 14        | 2012年7月2日   | |
| 15        | 2012年7月9日   | 江島&草刈先生が登場『バンド部』                                                                               |
| 16        | 2012年7月16日  | わかったフリのアーティスト用語                                                                                |
| 17        | 2012年7月23日  | アーティストグッズについて(1)                                                                                 |
| 18        | 2012年7月30日  | アーティストグッズについて(2)                                                                                 |
| 19        | 2012年8月6日   | 楽曲提供 |
| 20        | 2012年8月13日  | 自習 |
| 21        | 2012年8月20日  | ロックフェス                                                                                                  |
| 22        | 2012年8月27日  | 夜の踊り子 |
| 23        | 2012年9月3日   | マスタリング                                                                                                  |
| 24        | 2012年9月10日  | カップリング(1)                                                                                               |
| 25        | 2012年9月17日  | カップリング(2)                                                                                               |
| 26        | 2012年9月24日  | 恋愛観インタビュー                                                                                            |
| 27        | 2012年10月1日  | わかったフリのアーティスト用語                                                                                |
| 28        | 2012年10月8日  | CD買う・買わないの基準(1)                                                                                     |
| 29        | 2012年10月15日 | CD買う・買わないの基準(2)                                                                                     |
| 30        | 2012年10月22日 | バイノーラル                                                                                                  |
| 31        | 2012年10月29日 | バンド部 |
| 32        | 2012年11月5日  | ドライブソング                                                                                                |
| 33        | 2012年11月12日 | 出席スペシャル                                                                                                |
| 34        | 2012年11月19日 | メジャーとインディーズ(1)                                                                                     |
| 35        | 2012年11月26日 | メジャーとインディーズ(2)                                                                                     |
| 36        | 2012年12月3日  | リズム |
| 37        | 2012年12月10日 | レクリエーション                                                                                              |
| 38        | 2012年12月17日 | コード |
| 39        | 2012年12月24日 | 2012年の総括                                                                                                  |
| -         | 2012年12月31日 | 休講（年越し特番によるSOL!の休校のため）                                                                      |
| 40        | 2013年1月7日   | 2013年ブレイクしそうなアーティスト                                                                            |
| 41        | 2013年1月14日  | 「ミュージック」初オンエア                                                                                    |
| 42        | 2013年1月21日  | 新曲「ミュージック」の感想を採点                                                                              |
| 43        | 2013年1月28日  | 「ミュージック」CDジャケット                                                                                  |
| 44        | 2013年2月4日   | サカナクションと音楽の共有                                                                                    |
| 45        | 2013年2月11日  | バンド部 |
| 46        | 2013年2月18日  | わかったフリのアーティスト用語                                                                                |
| 47        | 2013年2月25日  | ニューアルバム『sakanaction』完成!                                                                            |
| 48        | 2013年3月4日   | 配信とパッケージ                                                                                              |
| 49        | 2013年3月11日  | ニューアルバム『sakanaction』が出来上がるまでの話                                                             |
| 50        | 2013年3月18日  | サカナクション山口一郎先生が登場!（生放送授業）                                                               |
| 51        | 2013年3月25日  | あなたがアルバム『sakanaction』のリード曲を選ぶとしたらどの曲にしますか?                                      |
| 52        | 2013年4月4日   | ニューアルバム『sakanaction』収録曲の“表と裏”                                                                 |
| 53        | 2013年4月11日  | LIVEツアーの感想をネタバレ禁止で話していきます（ツアー中なので）。                                            |
| 54        | 2013年4月18日  | ミュージシャンと衣装(1)                                                                                       |
| 55        | 2013年4月25日  | ミュージシャンと衣装(2)                                                                                       |
| 56        | 2013年5月2日   | ミュージシャンの「移動日」と「ツアー中の過ごし方」                                                            |
| 57        | 2013年5月9日   | 宿題「売れそうなバンド名を考えよ!」                                                                           |
| 58        | 2013年5月16日  | 春のエフェクター講座(1)                                                                                       |
| 59        | 2013年5月23日  | 春のエフェクター講座(2)                                                                                       |
| 60        | 2013年5月30日  | ゲームミュージックの世界                                                                                      |
| 61        | 2013年6月6日   | 恋愛観インタビュー                                                                                            |
| 62        | 2013年6月13日  | 宿題「『ストラクチャー』の歌詞を考えよ!」の採点                                                               |
| 63        | 2013年6月20日  | アナログとデジタル(1)                                                                                         |
| 64        | 2013年6月27日  | アナログとデジタル(2)                                                                                         |
| 65        | 2013年7月4日   | 『閃光ライオット2013』名前的グランプリ!?                                                                      |
| 66        | 2013年7月11日  | 生徒がオリジナルの歌詞で歌う「ストラクチャー」の音源を紹介(1)                                                 |
| 67        | 2013年7月18日  | 生徒がオリジナルの歌詞で歌う「ストラクチャー」の音源を紹介(2)                                                 |
| 68        | 2013年7月25日  | 決定! 売れそうなバンド名                                                                                      |
| 69        | 2013年8月1日   | 作曲 |
| 70        | 2013年8月8日   | 宿題「3万円出すフェス」その1                                                                                  |
| 71        | 2013年8月15日  | 自習 |
| 72        | 2013年8月22日  | 宿題「3万円出すフェス」その2                                                                                  |
| 73        | 2013年8月29日  | 宿題「3万円出すフェス」模範解答                                                                               |
| 74        | 2013年9月5日   | “音学力”を目指す、4つの宿題!                                                                                  |
| 75        | 2013年9月12日  | アジアのバンド                                                                                                |
| 76        | 2013年9月19日  | 発足!「片耳イヤフォン防止委員会」                                                                             |
| 77        | 2013年9月26日  | わかったフリのアーティスト用語『EQ』                                                                          |
| 78        | 2013年10月3日  | わかったフリのアーティスト用語『EQ』                                                                          |
| 79        | 2013年10月10日 | サカナクション新Blu-ray&DVDに収録される映像音声を解説!                                                        |
| 80        | 2013年10月17日 | 集まれ!サカナキッズ(1)                                                                                        |
| 81        | 2013年10月24日 | 山口一郎10分プロデューサー                                                                                    |
| 82        | 2013年10月31日 | バンド部 |
| 83        | 2013年11月7日  | バンド部 |
| 84        | 2013年11月14日 | 山口先生、久しぶりの授業……のはずが!                                                                           |
| 85        | 2013年11月21日 | 山口一郎先生からのプレゼント「12弦ギター」当選者発表！                                                        |
| 86        | 2013年11月28日 | 宿題「目指せ音楽ライター!『アルクアラウンド』のレビュー」採点                                                 |
| 87        | 2013年12月5日  | 新曲「グッドバイ/ユリイカ」リリース決定 & 紅白歌合戦出場!」                                                   |
| 88        | 2013年12月12日 | 宿題「歌詞が好きな曲と、好きな歌詞を教えて!」(1)                                                              |
| 89        | 2013年12月19日 | 宿題「歌詞が好きな曲と、好きな歌詞を教えて!」(2)                                                              |
| 90        | 2013年12月26日 | インタビュー取材                                                                                              |
| 91        | 2014年1月2日   | 今年の目標を書き初めにします。                                                                                |
| 92        | 2014年1月9日   | 「グッドバイ」初オンエア!                                                                                     |
| 93        | 2014年1月16日  | グッドバイ／ユリイカ                                                                                          |
| 94        | 2014年1月23日  | 紅白や新曲に関する、生徒の感想メッセージを紹介                                                                |
| 95        | 2014年1月30日  | 「宿題」大量投下!                                                                                             |
| 96        | 2014年2月6日   | わかったフリのアーティスト用語                                                                                |
| 97        | 2014年2月13日  | 『斜陽ライオット』に届いたデモ音源を紹介!(1)                                                                  |
| 98        | 2014年2月20日  | 対談:古舘佑太郎 - 前編                                                                                        |
| 99        | 2014年2月27日  | 対談:古舘佑太郎 - 後編                                                                                        |
| -         | 2014年3月6日   | 休講（『BUMP LOCKS!』開講のため）                                                                             |
| -         | 2014年3月13日  | 休講（『BUMP LOCKS!』開講のため）                                                                             |
| -         | 2014年3月20日  | 休講（『BUMP LOCKS!』開講のため）                                                                             |
| -         | 2014年3月27日  | 休講（『BUMP LOCKS!』開講のため）                                                                             |
| 100       | 2014年4月3日   | 「サカナLOCKS!」再開!                                                                                         |
| 101       | 2014年4月10日  | 新学期! バンド部顧問からアドバイス                                                                            |
| 102       | 2014年4月17日  | 宿題「最初にコピーした曲を述べよ」(1)                                                                         |
| 103       | 2014年4月24日  | 「春の中間テスト」開催!                                                                                       |
| 104       | 2014年5月1日   | 宿題「最初にコピーした曲を述べよ」(2)                                                                         |
| 105       | 2014年5月8日   | 「春の中間テスト」回答発表!                                                                                   |
| 106       | 2014年5月15日  | 集まれ!サカナキッズ(2)                                                                                        |
| 107       | 2014年5月22日  | TAICOCULB’14を紹介!                                                                                           |
| 108       | 2014年5月29日  | 「緊急学級会」開催!                                                                                           |
| 109       | 2014年6月5日   | 『斜陽ライオット』1次音源審査(2)                                                                              |
| 110       | 2014年6月12日  | 音楽対談 GUEST:小出祐介(Base Ball Bear) (1)                                                                   |
| 111       | 2014年6月19日  | 音楽対談 GUEST:小出祐介(Base Ball Bear) (2)                                                                   |
| 112       | 2014年6月26日  | 第2回「緊急学級会」開催!                                                                                      |
| 113       | 2014年7月3日   | 山口一郎のバンド名言                                                                                          |
| 114       | 2014年7月10日  | 対談 "映像ディレクター" 山口保幸さん(1)                                                                       |
| 115       | 2014年7月17日  | 対談 "映像ディレクター" 山口保幸さん(2)                                                                       |
| 116       | 2014年7月24日  | 第3回「緊急学級会」 - 『夏フェス110番』                                                                       |
| 117       | 2014年7月31日  | 第4回「緊急学級会」 - 『SAKANATRIBE 2014 -LIVE at TOKYO DOME CITY HALL- の感想』                              |
| 118       | 2014年8月7日   | 宿題「ライブマナーについて考えよ!」(1)                                                                        |
| 119       | 2014年8月14日  | 宿題「ライブマナーについて考えよ!」(2)                                                                        |
| 120       | 2014年8月21日  | CD購入者への特典を考えよ!                                                                                     |
| 121       | 2014年8月28日  | 第5回「緊急学級会」 - 『閃光2014ファイナリスト限定！バンド部☆電話相談室』                                     |
| 122       | 2014年9月4日   | バンド部 |
| 123       | 2014年9月11日  | サカナクションと合唱ライオット                                                                                |
| 124       | 2014年9月18日  | バンド部 |
| 125       | 2014年9月25日  | サカナクション流「合唱」のコツ                                                                                |
| 126       | 2014年10月2日  | 第6回「緊急学級会」                                                                                           |
| 127       | 2014年10月9日  | 新曲『蓮の花』について                                                                                        |
| 128       | 2014年10月16日 | Red Bull Music Academy                                                                                        |
| 129       | 2014年10月23日 | 新曲『さよならはエモーション』初オンエア!                                                                     |
| 130       | 2014年10月30日 | 第7回 「緊急学級会」 - 『さよならはエモーション/蓮の花』発売!                                                 |
| 131       | 2014年11月6日  | わかったフリのアーティスト用語“4つ打ち”                                                                       |
| 132       | 2014年11月13日 | 『合唱ライオット』に届いた音源を紹介!(1)                                                                      |
| 133       | 2014年11月20日 | 集まれ!サカナキッズ(特別版1)                                                                                  |
| 134       | 2014年11月27日 | 集まれ!サカナキッズ(特別版2)                                                                                  |
| 135       | 2014年12月4日  | 『合唱ライオット』に届いた音源を紹介!(2)                                                                      |
| 136       | 2014年12月11日 | 第8回「緊急学級会」 - 『合唱ライオット』グランプリ発表!                                                       |
| 137       | 2014年12月18日 | 冬休み前の「宿題」出題スペシャル!                                                                             |
| 138       | 2014年12月25日 | 2014年を振り返る                                                                                              |
| 139       | 2015年1月1日   | 2015年の抱負                                                                                                  |
| 140       | 2015年1月8日   | 第9回「緊急学級会」 - 『副担任's へQ&A 編』                                                                   |
| 141       | 2015年1月15日  | バンド部 |
| 142       | 2015年1月22日  | バンド部 |
| 143       | 2015年1月29日  | わかったフリのアーティスト用語                                                                                |
| 144       | 2015年2月5日   | 山口一郎先生、1ヶ月ぶりの授業                                                                                 |
| 145       | 2015年2月12日  | サカナクション初期3作品の再発、アナログ盤リリース                                                             |
| 146       | 2015年2月19日  | 宿題「募集! オリジナルのインスト曲」紹介                                                                      |
| 147       | 2015年2月26日  | 宿題「タイアップについて」                                                                                    |
| 148       | 2015年3月5日   | 宿題「ロックバンドの基準」                                                                                    |
| 149       | 2015年3月12日  | 宿題「1万円あったら音楽にどう使いますか?」                                                                    |
| 150       | 2015年3月19日  | リマスタリングとハイレゾ                                                                                      |
| 151       | 2015年3月26日  | サカナクション、初期3作品のアナログ盤                                                                         |
| 152       | 2015年4月2日   | サカナ掲示板の書き込み紹介                                                                                    |
| 153       | 2015年4月9日   | 歌詞完成! これまでの6ヶ月間とサカナクションのこれから                                                         |
| 154       | 2015年4月16日  | 音楽との出会い方                                                                                              |
| 155       | 2015年4月23日  | 「2万円あったら音楽にどう使いますか?」                                                                        |
| 156       | 2015年4月30日  | 抜き打ち、中間テスト!                                                                                         |
| 157       | 2015年5月7日   | ミュージックの解体(1)                                                                                         |
| 158       | 2015年5月14日  | ミュージックの解体(2)                                                                                         |
| 159       | 2015年5月21日  | DJ MIXの授業(1)                                                                                               |
| 160       | 2015年5月28日  | DJ MIXの授業(2)                                                                                               |
| 161       | 2015年6月4日   | サカナクションのオーガナイズパーティー、始動!                                                                 |
| 162       | 2015年6月11日  | 草刈愛美先生、出産おめでとうございます! &サカナクション全国ツアーの開催を発表!!                               |
| 163       | 2015年6月18日  | 宿題「音楽との出会い方」                                                                                      |
| 164       | 2015年6月25日  | カップリング&リミックス集、アルバム3作品のアナログ盤リリース決定!                                             |
| 165       | 2015年7月2日   | 映画『バクマン。』タイアップ発表&『NIGHT FISHING』中継レポート!                                               |
| 166       | 2015年7月9日   | 『NIGHT FISHING』無事に終了!                                                                                  |
| 167       | 2015年7月16日  | 映画『バクマン。』主題歌「新宝島」                                                                            |
| 168       | 2015年7月23日  | 対談:写真家・映像作家 奥山由之 - 前編                                                                         |
| 169       | 2015年7月30日  | 対談:写真家・映像作家 奥山由之 - 後編                                                                         |
| 170       | 2015年8月6日   | 遂にリリース！『懐かしい月は新しい月 ～Coupling & Remix works～』                                             |
| 171       | 2015年8月13日  | MV「ホーリーダンス」オーディオコメンタリー解説                                                                |
| 172       | 2015年8月20日  | 夏の怖い音源                                                                                                  |
| 173       | 2015年8月27日  | 未確認フェスティバル2015直前！「バンド部」電話相談                                                            |
| 174       | 2015年9月3日   | 先行初オンエア！新曲『新宝島』                                                                                |
| 175       | 2015年9月10日  | 『新宝島』エゴサーチ逆電!                                                                                     |
| 176       | 2015年9月17日  | SNF(サカナクション・ニュース・フラッシュ)!!                                                                   |
| 177       | 2015年9月24日  | サカナクション山口一郎先生、生放送教室に登場!（生放送授業）                                                   |
| 178       | 2015年10月1日  | 映画『バクマン。』対談:大根仁監督 - 前編                                                                      |
| 179       | 2015年10月8日  | 映画『バクマン。』対談:大根仁監督 - 後編                                                                      |
| 180       | 2015年10月15日 | 掲示板エゴサーチ                                                                                              |
| 181       | 2015年10月22日 | パリコレクション・レポート                                                                                    |
| 182       | 2015年10月29日 | 『音楽とファッション』対談:ANREALAGE 森永邦彦 - 前編                                                          |
| 183       | 2015年11月5日  | 『音楽とファッション』対談:ANREALAGE 森永邦彦 - 後編                                                          |
| 184       | 2015年11月12日 | 対談:Akufen                                                                                                   |
| 185       | 2015年11月19日 | 掲示板の書き込みを紹介                                                                                        |
| 186       | 2015年11月26日 | 続・掲示板の書き込みを紹介                                                                                    |
| 187       | 2015年12月3日  | イベントチケットの値段                                                                                        |
| 188       | 2015年12月10日 | 「2016年問題」について                                                                                        |
| 189       | 2015年12月17日 | バイノーラル生演奏                                                                                            |
| 190       | 2015年12月24日 | 解説:なぜクリスマスソングはクリスマスっぽいのか?                                                              |
| -         | 2015年12月31日 | 休講（年越し特番によるSOL!の短縮授業のため）                                                                  |
| -         | 2016年1月7日   | 休講（『KANA-BOON LOCKS!』開講のため）                                                                        |
| -         | 2016年1月14日  | 休講（『KANA-BOON LOCKS!』開講のため）                                                                        |
| -         | 2016年1月21日  | 休講（『KANA-BOON LOCKS!』開講のため）                                                                        |
| -         | 2016年1月28日  | 休講（『KANA-BOON LOCKS!』開講のため）                                                                        |
| -         | 2016年2月4日   | 休講（『KANA-BOON LOCKS!』開講のため）                                                                        |
| -         | 2016年2月11日  | 休講（『KANA-BOON LOCKS!』開講のため）                                                                        |
| -         | 2016年2月18日  | 休講（『KANA-BOON LOCKS!』開講のため）                                                                        |
| -         | 2016年2月25日  | 休講（『KANA-BOON LOCKS!』開講のため）                                                                        |
| -         | 2016年3月3日   | 休講（『KANA-BOON LOCKS!』開講のため）                                                                        |
| -         | 2016年3月10日  | 休講（『KANA-BOON LOCKS!』開講のため）                                                                        |
| -         | 2016年3月17日  | 休講（『KANA-BOON LOCKS!』開講のため）                                                                        |
| -         | 2016年3月24日  | 休講（『KANA-BOON LOCKS!』開講のため）                                                                        |
| -         | 2016年3月31日  | 休講（『KANA-BOON LOCKS!』開講のため）                                                                        |
| 191       | 2016年4月7日   | 「サカナLOCKS!」再開!この3ヶ月間の活動報告                                                                    |
| -         | 2016年4月14日  | 休講（SOL!が熊本地震による報道特別番組に変更されたため）                                                      |
| 192       | 2016年4月21日  | 山口一郎先生生放送教室に登場!サカナクション先生と掲示板逆電!（生放送授業）                                    |
| 193       | 2016年4月28日  | 映画音楽 |
| 194       | 2016年5月5日   | 集まれ!サカナキッズ                                                                                           |
| 195       | 2016年5月12日  | ライブ SAKANAQUARIUM 2015-2016“NF Records launch tour”の振り返り                                              |
| 196       | 2016年5月19日  | 『未確認フェスティバル2016』ネットステージ進出アーティストの音源をチェック                                    |
| 197       | 2016年5月26日  | 宿題「好きな映画音楽を答えよ」                                                                                |
| 198       | 2016年6月2日   | オールナイト野外パーティ『SAKANATRIBE』開催決定！                                                             |
| 199       | 2016年6月9日   | 『SAKANATRIBE』に来たい12才の生徒の親御さんへの説得逆電                                                       |
| 200       | 2016年6月16日  | サカナLOCKS! 放送200回記念・宿題スペシャル!                                                                   |
| 201       | 2016年6月23日  | サカナクション イントロ期末テスト!                                                                            |
| 202       | 2016年6月30日  | SAKANATRIBE 出演ラインナップを紹介!                                                                           |
| 203       | 2016年7月7日   | 宿題「音楽履歴書を提出しなさい」                                                                              |
| 204       | 2016年7月14日  | 緊急学級会!『SAKANATRIBE』直前 Q&A スペシャル                                                                 |
| 205       | 2016年7月21日  | 緊急学級会!『SAKANATRIBE』最速レポート!!                                                                      |
| 206       | 2016年7月28日  | 生徒の感想で『SAKANATRIBE』を振り返ります。                                                                   |
| 207       | 2016年8月4日   | 自習 |
| 208       | 2016年8月11日  | パリ合宿レポート                                                                                              |
| 209       | 2016年8月18日  | 宿題「ありそうでなかったバンドグッズとは?」                                                                   |
| 210       | 2016年8月25日  | 夏の怖い音源 2016                                                                                             |
| 211       | 2016年9月1日   | ミュージシャンと夏フェスの関係。                                                                              |
| 212       | 2016年9月8日   | 山口一郎先生、緊急“誕生会”！                                                                                  |
| 213       | 2016年9月15日  | 宿題「『宇宙』や『月』で思い浮かぶ楽曲を答えなさい」(1)                                                       |
| 214       | 2016年9月22日  | 宿題「『宇宙』や『月』で思い浮かぶ楽曲を答えなさい」(2)                                                       |
| 215       | 2016年9月29日  | 緊急学級会! 新曲「多分、風。」初オンエア！                                                                    |
| 216       | 2016年10月6日  | 「パリコレクション・レポート」                                                                                |
| 217       | 2016年10月13日 | 「moon」初オンエア!                                                                                           |
| 218       | 2016年10月20日 | 山口一郎先生、生放送教室に登場!「多分、〇〇逆電。」（生放送授業）                                             |
| 219       | 2016年10月27日 | 月面探査ローバー命名コンテスト                                                                                |
| 220       | 2016年11月3日  | 宿題「あなたのクラブ・ファッションを答えよ」                                                                  |
| 221       | 2016年11月10日 | 第2回『サカナクション カルトクイズ』開催決定!                                                                 |
| 222       | 2016年11月17日 | 「多分、裁判。」開廷!!                                                                                        |
| 223       | 2016年11月24日 | 緊急学級会! 生放送教室にて「多分、裁判。」                                                                    |
| 224       | 2016年12月1日  | 「多分、風。」大解剖! - 前編                                                                                  |
| 225       | 2016年12月8日  | 「多分、風。」大解剖! - 後編                                                                                  |
| 226       | 2016年12月15日 | サカナクションでラブソングを作りたい。                                                                        |
| 227       | 2016年12月22日 | 解説「なぜクリスマスソングはクリスマスっぽいのか?」2016                                                       |
| 228       | 2016年12月29日 | 2016年を一文字で表すと、"夢"                                                                                  |
| 229       | 2017年1月5日   | 2017年“サカナクション10周年”の目標を書き初め!                                                                 |
| 230       | 2017年1月12日  | 二十歳になったらクラブへ行こう!                                                                               |
| 231       | 2017年1月19日  | サカナクション LIVE「電子チケット」導入                                                                       |
| 232       | 2017年1月26日  | ツアーグッズとミュージシャンの関係                                                                            |
| 233       | 2017年2月2日   | 『チケット転売問題』に関する生徒の書き込みを紹介                                                              |
| 234       | 2017年2月9日   | フタリテクノ                                                                                                  |
| 235       | 2017年2月16日  | 書き込みパトロール                                                                                            |
| 236       | 2017年2月23日  | 「受験生応援『集中力がUPする音楽』」                                                                          |
| 237       | 2017年3月2日   | 「SORATO」 |
| 238       | 2017年3月9日   | 卒業ソングの卒業感を分析                                                                                      |
| 239       | 2017年3月16日  | 宿題「バレンタインソングがあまり増えない理由を140字以内で答えよ」                                             |
| 240       | 2017年3月23日  | NFがナイキAIR MAX30周年記念イベントをプロデュース!                                                            |
| 241       | 2017年3月30日  | 『サカナクション 上京物語』 - 前編                                                                            |
| 242       | 2017年4月6日   | 『サカナクション 上京物語』 - 後編                                                                            |
| 243       | 2017年4月13日  | 新学期『音学の宿題』大量投下!!                                                                                |
| 244       | 2017年4月20日  | 『バンド部』顧問、山口一郎先生のバンド格言!                                                                   |
| 245       | 2017年4月27日  | 掲示板の書き込みを紹介                                                                                        |
| 246       | 2017年5月4日   | 有名バンドのグループ名を直訳してみよう                                                                        |
| 247       | 2017年5月11日  | 緊急学級会!「サカナクション10周年!」                                                                          |
| 248       | 2017年5月18日  | 宿題「英語のバンド名を直訳しなさい」                                                                          |
| 249       | 2017年5月25日  | フォロワー数が多いほどCDは売れるのか？                                                                        |
| 250       | 2017年6月1日   | 音楽にまつわる職業『プロモーター』 - 前編                                                                     |
| 251       | 2017年6月8日   | 音楽にまつわる職業『プロモーター』 - 後編                                                                     |
| 252       | 2017年6月15日  | 「カラオケ」の授業 - 前編『山口一郎ひとりカラオケ』                                                           |
| 253       | 2017年6月22日  | 「カラオケ」の授業 - 後編『山口一郎ふたりカラオケ』                                                           |
| 254       | 2017年6月29日  | サカナクション お客様センター                                                                                 |
| 255       | 2017年7月6日   | バンド部 |
| 256       | 2017年7月13日  | 宿題「『売れたら嫌い!』の理由を考えよ」                                                                       |
| 257       | 2017年7月20日  | 定番曲のイントロに漂う夏感を検証!『イントロ夏合戦!』                                                          |
| 258       | 2017年7月27日  | 音楽の仕事をしたい生徒と逆電! 音楽業界『多分、これ。』                                                        |
| 259       | 2017年8月3日   | 音楽業界の怖～い話                                                                                            |
| 260       | 2017年8月10日  | 宿題「曲名俳句」                                                                                              |
| 261       | 2017年8月17日  | 第1回 ミュージシャンしりとり大会(1)                                                                           |
| 262       | 2017年8月24日  | 第1回 ミュージシャンしりとり大会(2)                                                                           |
| 263       | 2017年8月31日  | 音楽業界で働きたい生徒にアドバイス! 音楽業界『多分、これ。』                                                  |
| 264       | 2017年9月7日   | 山口一郎、37歳に向けての目標。                                                                                |
| 265       | 2017年9月14日  | 宿題「架空の音楽フェスを考えよ」                                                                              |
| 266       | 2017年9月21日  | 音楽にまつわる職業『プロモーター』第2回 - 前編                                                                |
| 267       | 2017年9月28日  | 音楽にまつわる職業『プロモーター』第2回 - 後編                                                                |
| 268       | 2017年10月5日  | 対談:古舘佑太郎「新たなバンド“2”結成」 - 前編                                                                 |
| 269       | 2017年10月12日 | 対談:古舘佑太郎「新たなバンド“2”結成」 - 後編                                                                 |
| 270       | 2017年10月19日 | 第1回 ミュージシャンしりとり大会(3)                                                                           |
| 271       | 2017年10月26日 | 第1回 ミュージシャンしりとり大会(4)                                                                           |
| 272       | 2017年11月2日  | 6.1ch サラウンドLIVEを振り返る                                                                                |
| 273       | 2017年11月9日  | 宿題「音楽フェスに参加して良かったこと／悪かったこと」                                                        |
| 274       | 2017年11月16日 | ゲスト講師:藤原ヒロシ先生(1)                                                                                  |
| 275       | 2017年11月23日 | ゲスト講師:藤原ヒロシ先生(2)                                                                                  |
| 276       | 2017年11月30日 | 『未確認フェスティバル 2017』コンピCDを最速チェック!                                                          |
| 277       | 2017年12月7日  | 山口一郎・2017年ベストバイ!                                                                                   |
| 278       | 2017年12月14日 | 2018年 サカナLOCKS!卓上カレンダーをプレゼント!                                                                |
| 279       | 2017年12月21日 | 解説「なぜクリスマスソングはクリスマスっぽいのか?」2017                                                       |
| 280       | 2017年12月28日 | サカナクションの2017年、山口一郎の2017年を振り返る                                                            |
| 281       | 2018年1月4日   | 宿題「2018年ブレイクしそうなミュージシャンを答えよ!」(1)                                                      |
| 282       | 2018年1月11日  | 宿題「2018年ブレイクしそうなミュージシャンを答えよ!」(2)                                                      |
| 283       | 2018年1月18日  | 『ストリーミング配信サービス』とは?                                                                           |
| 284       | 2018年1月25日  | 第2回 ミュージシャンしりとり大会(1)                                                                           |
| 285       | 2018年2月1日   | 第2回 ミュージシャンしりとり大会(2)+3連続リリース大発表!!                                                     |
| 286       | 2018年2月8日   | 3作品連続リリースと、これからのサカナクション。                                                               |
| 287       | 2018年2月15日  | 音楽にまつわる職業『プロモーター』第3回 - 前編                                                                |
| 288       | 2018年2月22日  | 音楽にまつわる職業『プロモーター』第3回 - 後編                                                                |
| 289       | 2018年3月1日   | 『陽炎』特別オンエア！&宿題「音楽ストリーミング配信サービスは『多分、◯◯！』」                                 |
| 290       | 2018年3月8日   | 映画『曇天に笑う』 本広克行監督、登場! - 前編                                                                 |
| 291       | 2018年3月15日  | 映画『曇天に笑う』 本広克行監督、登場! - 後編                                                                 |
| 292       | 2018年3月22日  | ベストアルバム『魚図鑑』解体ショー - 前編                                                                     |
| 293       | 2018年3月29日  | ベストアルバム『魚図鑑』解体ショー - 後編                                                                     |
| 294       | 2018年4月5日   | チャート１位!ベストアルバム『魚図鑑』感想逆電!                                                                |
| 295       | 2018年4月12日  | 2018年、新学期の『音学の宿題』を発表!                                                                         |
| 296       | 2018年4月19日  | 第2回 ミュージシャンしりとり大会(3)                                                                           |
| 297       | 2018年4月26日  | GUEST講師:松任谷由実先生 恋愛ソングを書けない山口一郎の『恋愛ソング相談』(1)                                  |
| 298       | 2018年5月3日   | GUEST講師:松任谷由実先生 恋愛ソングを書けない山口一郎の『恋愛ソング相談』(2)                                  |
| 299       | 2018年5月10日  | 宿題「売れそうなバンド名を考えよ!2018」(1)                                                                    |
| 300       | 2018年5月17日  | 宿題「ミュージシャンのファンクラブに求めるものを答えよ。」                                                    |
| 301       | 2018年5月24日  | 『未確認フェスティバル2018』ネットステージ進出者をチェック!                                                   |
| 302       | 2018年5月31日  | 宿題「売れそうなバンド名を考えよ！2018」(2)                                                                   |
| 303       | 2018年6月7日   | SAKANAQUARIUM 2018" 魚図鑑ゼミナール" のゼミナール                                                            |
| 304       | 2018年6月14日  | "6.1ch サラウンドLIVE" を、バイノーラル音源でオンエア!                                                        |
| 305       | 2018年6月21日  | 宿題「音楽の未来はテクノロジーでどう変わるか。 140字以内で答えなさい。」                                      |
| -         | 2018年6月28日  | 休講（FIFAワールドカップの中継によるSOL!の短縮授業のため）                                                    |
| 306       | 2018年7月5日   | SAKANAQUARIUM 2018 "魚図鑑ゼミナール" の感想書き込みを紹介!                                                   |
| 307       | 2018年7月12日  | 集まれ!サカナキッズ                                                                                           |
| 308       | 2018年7月19日  | SAKANAQUARIUM 2018 "魚図鑑ゼミナール" を受講した生徒に逆電!                                                   |
| 309       | 2018年7月26日  | 6.1ch サラウンドLIVEのBlu-ray & DVD を解説!                                                                   |
| 310       | 2018年8月2日   | 緊急学級会!サカナクション『褒め俳句』開催!                                                                    |
| 311       | 2018年8月9日   | 『未確認フェスティバル2018』ファイナリストが決定!さっそくラインナップをチェック!                              |
| 312       | 2018年8月16日  | ミュージシャンしりとり大会 グランドチャンピオン決定戦                                                         |
| 313       | 2018年8月23日  | 生徒が山口一郎にインタビュー "人生に音楽は必要なのか？" - 前編                                                |
| 314       | 2018年8月30日  | 生徒が山口一郎にインタビュー "人生に音楽は必要なのか?" - 後編                                                 |
| 315       | 2018年9月6日   | 不安な夜を過ごしているみなさんは、いっしょに過ごしましょう。（生放送授業）                                    |
| 316       | 2018年9月13日  | 自習 |
| 317       | 2018年9月20日  | 夏休み明けの『宿題』大量投下!                                                                                 |
| 318       | 2018年9月27日  | 副担任'sが約1年ぶりに登場!バンド部の授業!                                                                     |
| 319       | 2018年10月4日  | プロギタリストはギターで近況報告できるのか?                                                                   |
| 320       | 2018年10月11日 | ホールツアーがスタート&一郎先生の近況報告。                                                                   |
| 321       | 2018年10月18日 | 山口一郎はチョロい!? 音楽にまつわる職業『プロモーター』第4回(1)                                               |
| 322       | 2018年10月25日 | 音楽にまつわる職業『プロモーター』第4回(2)                                                                    |
| 323       | 2018年11月1日  | 音楽にまつわる職業『プロモーター』第4回(3)                                                                    |
| 324       | 2018年11月8日  | 宿題「曲名俳句〈秋〉」                                                                                        |
| 325       | 2018年11月15日 | 宿題「音楽の気温が何度か答えよ!」                                                                             |
| 326       | 2018年11月22日 | 宿題「サントラがすごいアニメーションを答えよ!」 - 前編                                                        |
| 327       | 2018年11月29日 | 宿題「サントラがすごいアニメーションを答えよ!」 - 後編                                                        |
| 328       | 2018年12月6日  | 2019年版『サカナLOCKS!カレンダー』写真選定会議!                                                               |
| 329       | 2018年12月13日 | 『サカナLOCKS!カレンダー2019』プレゼント応募方法発表！                                                        |
| 330       | 2018年12月20日 | 宿題「フェスがなくなる理由を考えよ!」                                                                         |
| 331       | 2018年12月27日 | 山口一郎の2018年 ベストヒットソング5曲!                                                                       |
| 332       | 2019年1月3日   | 新春書き初め&宿題「2019年ブレイクしそうなミュージシャンを答えよ。」(1)                                        |
| 333       | 2019年1月10日  | 宿題「2019年ブレイクしそうなミュージシャンを答えよ。」(2)                                                     |
| 334       | 2019年1月17日  | センター直前、受験生の君へ。                                                                                  |
| 335       | 2019年1月24日  | 宿題「2019年ブレイクしそうなミュージシャンを答えよ。」(3)                                                     |
| 336       | 2019年1月31日  | 生徒からの相談 "先輩にサカナクションのよさを伝えたい!"                                                        |
| 337       | 2019年2月7日   | バイノーラルで聴きたい生演奏リクエスト!                                                                       |
| 338       | 2019年2月14日  | 山口一郎先生、私の恋愛相談に乗ってください!                                                                   |
| 339       | 2019年2月21日  | "レゴでサカナクションの新宝島を再現してみた" 12歳が登場!                                                      |
| 340       | 2019年2月28日  | 「サカナLOCKS!」掲示板の書き込みを紹介!                                                                       |
| 341       | 2019年3月7日   | サカナクション、6年ぶりのニューアルバム、リリース決定!                                                        |
| 342       | 2019年3月14日  | 音楽マイノリティSOS!                                                                                          |
| 343       | 2019年3月21日  | 緊急学級会!「サカナLOCKS!」からのお知らせ                                                                     |
| 344       | 2019年3月28日  | 毎週(木)の教室、ラスト授業!お知らせがいろいろあります。                                                       |
| 345       | 2019年4月5日   | "音学のゼミ"「サカナLOCKS!」                                                                                  |
| 346       | 2019年4月12日  | "音学"の講義 履修案内                                                                                         |
| 347       | 2019年4月19日  | エロい音楽 |
| 348       | 2019年4月26日  | "6.1ch サラウンドLIVE"とは?                                                                                   |
| 349       | 2019年5月3日   | 課題「大人が欲しいツアーグッズ」(1)                                                                           |
| 350       | 2019年5月10日  | 課題「大人が欲しいツアーグッズ」(2)                                                                           |
| 351       | 2019年5月17日  | "レゴでサカナクションの新宝島を再現してみた" のドロップくん 最新情報!                                         |
| 352       | 2019年5月24日  | ニューアルバム『834.194』から、新曲「忘れられないの」初オンエア!                                              |
| 353       | 2019年5月31日  | 課題「この曲が売れた理由分析レポート – 米津玄師『Lemon』」                                                    |
| 354       | 2019年6月7日   | 音楽にまつわる職業『プロモーター』 - サカナクション『834.194』をプロモーション!                               |
| 355       | 2019年6月14日  | サカナクションのニューアルバム『834.194』を半解剖!                                                            |
| 356       | 2019年6月21日  | ニューアルバム『834.194』発売!完成までの6年間を振り返ります。                                                 |
| 357       | 2019年6月28日  | ニューアルバム『834.194』を聴いた生徒に逆電!                                                                  |
| 358       | 2019年7月5日   | ニューアルバム『834.194』を聴いた生徒に逆電!(2)                                                               |
| 359       | 2019年7月12日  | 『マイナビ未確認フェスティバル2019』LIVESTAGE出場ミュージシャンを一郎先生がチェック!                          |
| 360       | 2019年7月19日  | 生徒から届いた『834.194』研究レポートを紹介!                                                                  |
| 361       | 2019年7月26日  | 生徒の書き込みをもとにサカナクションの近況を報告!                                                             |
| 362       | 2019年8月2日   | マイノリティ相談室                                                                                            |
| 363       | 2019年8月9日   | レゴナクション、ドロップ君の新作「忘れられないの」が公開!                                                     |
| 364       | 2019年8月16日  | 『マイナビ未確認フェスティバル2019』ファイナリスト、玉名ラーメンにえこひいきアドバイス!                       |
| 365       | 2019年8月23日  | サカナクション『暗闇 KURAYAMI』ライブを振り返ります!                                                          |
| 366       | 2019年8月30日  | 宿題「じっくり読むと怖い歌詞」                                                                                |
| 367       | 2019年9月6日   | 今月いっぱいで退任する、あしざわ教頭が挨拶に来てくれました。                                                  |
| 368       | 2019年9月13日  | 掲示板の書き込みを紹介!サカナクションの近況報告。                                                             |
| 369       | 2019年9月20日  | なりきりインタビュー(1) 生徒が星野源先生になりきります!                                                       |
| 370       | 2019年9月27日  | なりきりインタビュー(2) 生徒がFukase先生になりきります!                                                       |
| 371       | 2019年10月4日  | 山口一郎 パリコレ滞在記 2019 - 前編                                                                           |
| 372       | 2019年10月11日 | 山口一郎 パリコレ滞在記 2019 - 後編                                                                           |
| 373       | 2019年10月18日 | 秋の新曲収穫祭！音楽にまつわる職業『プロモーター』第5回(1)                                                    |
| 374       | 2019年10月25日 | 秋の新曲収穫祭！音楽にまつわる職業『プロモーター』第5回(2)                                                    |
| 375       | 2019年11月1日  | 秋の新曲収穫祭！音楽にまつわる職業『プロモーター』第5回(3)                                                    |
| 376       | 2019年11月8日  | 課題「音楽遍歴履歴書」                                                                                        |
| 377       | 2019年11月15日 | 「サカナLOCKS!」のInstagramアカウントを開設!                                                                  |
| 378       | 2019年11月22日 | 第3回 ミュージシャンしりとり、開催!                                                                           |
| 379       | 2019年11月29日 | マイノリティ相談室                                                                                            |
| 380       | 2019年12月6日  | 一問一郎 |
| 381       | 2019年12月13日 | 2020年版『サカナLOCKS!カレンダー』写真選定会議!                                                               |
| 382       | 2019年12月20日 | Twitter「#衝撃を受けたサカナクションの歌詞」を考察                                                            |
| 383       | 2019年12月27日 | 山口一郎「2019年に出会った曲ベスト5」                                                                         |
| 384       | 2020年1月3日   | ゲスト講師:田中裕介監督 - 前編                                                                                |
| 385       | 2020年1月10日  | ゲスト講師:田中裕介監督 - 後編                                                                                |
| 386       | 2020年1月17日  | 宿題「2020年にブレイクしそうなミュージシャン」                                                                |
| 387       | 2020年1月24日  | クラブに行くファッションに悩む生徒と逆電!                                                                     |
| 388       | 2020年1月31日  | 宿題「ファンクラブに代わる名称を考えよ」（Instagramライブ配信）                                               |
| 389       | 2020年2月7日   | 生徒の質問に答えていく授業「一問一郎」                                                                        |
| 390       | 2020年2月14日  | 山口一郎に就職相談「音楽業界 多分、これ!」                                                                    |
| 391       | 2020年2月21日  | バイノーラルマイクを使って、サカナクションのライブ体験!                                                       |
| 392       | 2020年2月28日  | 卒業ソングの名曲『なごり雪』のカバーを聴き比べ！                                                              |
| 393       | 2020年3月6日   | 卒業生に贈る「一問一郎」                                                                                      |
| 394       | 2020年3月13日  | 第3回 ミュージシャンしりとり(2)                                                                               |
| 395       | 2020年3月20日  | 新型コロナウイルスと音楽業界の現状について。                                                                  |
| 396       | 2020年3月27日  | 『SCHOOL OF LOCK!キズナ感謝祭』「サカナLOCKS!」を編集してオンエア。                                           |
| 397       | 2020年4月3日   | 新学期!音学(おんがく)の授業、説明会。                                                                         |
| 398       | 2020年4月10日  | 第3回 ミュージシャンしりとり(3)                                                                               |
| 399       | 2020年4月17日  | リモート授業に一番適した方法は何なのか?                                                                       |
| 400       | 2020年4月24日  | リモート授業「山口一郎・自宅探訪!」                                                                           |
| 401       | 2020年5月1日   | リモート環境における "新しい逆電" の可能性                                                                    |
| 402       | 2020年5月8日   | 宿題「STAY HOMEで変わった音楽のこと」                                                                         |
| 403       | 2020年5月15日  | 音楽にまつわる職業『プロモーター』第6回 - 前編 - リモートプロモーション                                       |
| -         | 2020年5月22日  | 休講（特番によるSOL!の休校のため）                                                                            |
| 404       | 2020年5月29日  | 音楽にまつわる職業『プロモーター』第6回 - 後編 - リモートプロモーション                                       |
| 405       | 2020年6月5日   | リモート「一問一郎」                                                                                          |
| 406       | 2020年6月12日  | 「サカナクション カルトクイズ」開催!!                                                                         |
| 407       | 2020年6月19日  | ゲスト:藤原ヒロシ先生。新曲「TERRITORY」初解禁!                                                               |
| 408       | 2020年6月26日  | 近況報告&サカナクションのマニアック情報の答え合わせ                                                           |
| 409       | 2020年7月3日   | 2020年「上半期・音楽トピックス」（Instagram Live 生配信授業）                                                 |
| 410       | 2020年7月10日  | リモート「一問一郎」                                                                                          |
| 411       | 2020年7月17日  | バンド部顧問、サカナクション先生。久々の部活動!                                                               |
| 412       | 2020年7月24日  | 音楽業界「多分、これ!」                                                                                       |
| 413       | 2020年7月31日  | 生徒から届いたインスト音源を紹介!                                                                             |
| 414       | 2020年8月7日   | サカナクション初のオンラインライブ『SAKANAQUARIUM 光』記者会見 - 前編                                         |
| 415       | 2020年8月14日  | サカナクション初のオンラインライブ『SAKANAQUARIUM 光』記者会見 - 後編                                         |
| 416       | 2020年8月21日  | 初のライブストリーミング公演『SAKANAQUARIUM 光』を振り返る(1)                                                 |
| 417       | 2020年8月28日  | 初のライブストリーミング公演『SAKANAQUARIUM 光』を振り返る(2)                                                 |
| 418       | 2020年9月4日   | 生徒からの質問に答えます「一問一郎!」                                                                         |
| 419       | 2020年9月11日  | 山口一郎・誕生日記念!お父さんに感謝を伝えます。                                                               |
| 420       | 2020年9月18日  | 山口一郎のSNSの投稿をもとにネットリテラシーの授業!                                                            |
| 421       | 2020年9月25日  | 「サカナLOCKS!」掲示板の悩み相談に答えていきます。                                                            |
| 422       | 2020年10月2日  | 藤原ヒロシ先生が登場。ニューアルバム『slumbers 2』リリース!                                                   |
| 423       | 2020年10月9日  | ゲスト講師、藤原ヒロシ先生といっしょに「一問一郎」。                                                          |
| 424       | 2020年10月16日 | 芸術の秋。山口一郎先生が感じる身近な芸術とは?                                                                 |
| 425       | 2020年10月23日 | 山口一郎セレクト!10代に送る「秋の夜長を乗りこなすプレイリスト」                                               |
| 426       | 2020年10月30日 | 「サカナLOCKS!」書き込み強化月間に突入します!                                                                 |
| 427       | 2020年11月6日  | 新授業!「山口探偵への挑戦状」                                                                                 |
| 428       | 2020年11月13日 | 山口探偵への挑戦状「アナログレコードブーム再燃の犯人を探せ!」                                                 |
| 429       | 2020年11月20日 | 生徒から届いた質問に答える「一問一郎」の授業。                                                                |
| 430       | 2020年11月27日 | 「サカナLOCKS!」掲示板に書き込んでくれた生徒の悩み相談。                                                      |
| 431       | 2020年12月4日  | 先週に引き続き、「サカナLOCKS!」掲示板に書き込んでくれた生徒の悩み相談。                                      |
| 432       | 2020年12月11日 | Twitterで"サカナクション"検索!オンエア上で返信。                                                              |
| 433       | 2020年12月18日 | 山口一郎の「メガネ」&「ボイス付きチェキ」をプレゼント！                                                       |
| 434       | 2020年12月25日 | 山口一郎サンタから"選曲"のプレゼント!                                                                         |
| 435       | 2021年1月1日   | 2021年、一問一郎一目標!                                                                                       |
| 436       | 2021年1月8日   | 宿題「2021年にブレイクしそうなミュージシャンを答えよ。」 - 前編                                               |
| 437       | 2021年1月15日  | 宿題「2021年にブレイクしそうなミュージシャンを答えよ。」 - 後編                                               |
| 438       | 2021年1月22日  | 進路に悩む生徒とリモートで話しました。                                                                        |
| 439       | 2021年1月29日  | SNSで話題!北海道在住の高校生バンドLAUSBUBと話しました。                                                       |
| 440       | 2021年2月5日   | 絵画の卒業制作で悩んでいる生徒の相談                                                                          |
| 441       | 2021年2月12日  | 山口探偵への挑戦状「バレンタイン定番ソングがずっと更新されない犯人を探せ!」                                   |
| 442       | 2021年2月19日  | 相談「一郎先生、どうしたら孤独を感じることなく前向きに頑張ることができますか?」                               |
| 443       | 2021年2月26日  | 掲示板に届いた生徒からの書き込みに答えていきます。                                                            |
| 444       | 2021年3月5日   | 相談「ミュージシャンになるために上京すべきですか?」                                                           |
| 445       | 2021年3月12日  | 『SAKANAQUARIUM 光 ONLINE』 LIVE Blu-ray & DVD発売!                                                           |
| 446       | 2021年3月19日  | コロナ禍に卒業を迎えた生徒と逆電。                                                                            |
| 447       | 2021年3月26日  | 生徒の相談「失恋をクリエイティブに持っていく方法は?」                                                         |
| 448       | 2021年4月2日   | LIVE Blu-ray / DVD『SAKANAQUARIUM 光ONLINE』生徒の感想                                                        |
| 449       | 2021年4月9日   | サカナクションに興味があるという女の子に恋をしているという生徒と逆電。                                        |
| 450       | 2021年4月16日  | 音楽にまつわる職業シリーズ 2021『プロモーター』 - 前編 -                                                      |
| 451       | 2021年4月23日  | 音楽にまつわる職業シリーズ 2021『プロモーター』 - 後編 -                                                      |
| 452       | 2021年4月30日  | 最近、一郎先生が音楽について考えていること。                                                                  |
| 453       | 2021年5月7日   | 第4回 ミュージシャンしりとり(1)                                                                               |
| 454       | 2021年5月14日  | 授業の感想を書き込んでくれた生徒と話しました。                                                                |
| 455       | 2021年5月21日  | 第4回 ミュージシャンしりとり(2)                                                                               |
| 456       | 2021年5月28日  | 江島啓一先生が登場！『NF OFFLINE FROM LIVINGROOM』副担任目線の感想。                                          |
| 457       | 2021年6月4日   | 自宅からの配信LIVE『NF OFFLINE FROM LIVINGROOM』を終えて。                                                    |
| 458       | 2021年6月11日  | 『NF OFFLINE FROM LIVINGROOM』に参加した生徒と話しました。                                                    |
| 459       | 2021年6月18日  | 山口一郎ライブツアー『NF OFFLINE』で急遽開催！サカナLOCKS!公開授業!                                           |
| 460       | 2021年6月25日  | 一郎先生が、ツアーをやりながら感じていることを話しました。                                                    |
| 461       | 2021年7月2日   | 久しぶりに、音学の『宿題』を出していきます!                                                                   |
| 462       | 2021年7月9日   | 失恋した生徒に一郎先生が選曲しました。                                                                        |
| 463       | 2021年7月16日  | ライブツアー『NF OFFLINE』で公開授業! サカナミュージッククリニック!                                           |
| 464       | 2021年7月23日  | "もしも" の『一問一郎』                                                                                       |
| 465       | 2021年7月30日  | 宿題「2021年上半期、音楽にいくら使ったかを答えなさい」                                                        |
| 466       | 2021年8月6日   | 「ミュージシャンしりとり」グランドチャンピオン大会!                                                           |
| 467       | 2021年8月13日  | 宿題「顔出しNGミュージシャンのメリットとデメリットを答えなさい」                                              |
| 468       | 2021年8月20日  | "好きな先輩がいます" サカナクションがつないだ恋                                                               |
| 469       | 2021年8月27日  | 『音楽の聴き方が分からない』という生徒への、音楽との向き合い方。                                              |
| 470       | 2021年9月3日   | サカナLOCKS! 副担任'sが全員登場! 「夏の報告会」                                                               |
| 471       | 2021年9月10日  | 一郎先生の誕生日記念「第1回の授業をリマスターします!」                                                        |
| 472       | 2021年9月17日  | サカナクション 山口一郎先生が職員室にサプライズで登場! FRIDAYの1時間をいっしょにお届け!!（学校運営戦略会議）  |
| 473       | 2021年9月24日  | 検証「人気楽曲のテンポ（BPM）を落としたらどう聞こえるのか？」                                                 |
| 474       | 2021年10月1日  | さかた校長へ贈る曲、こもり教頭へ贈る曲                                                                        |
| 475       | 2021年10月8日  | ラジオとBGMの関係性についての授業                                                                             |
| 476       | 2021年10月15日 | 有名バンドのグループ名を直訳したらどうなるのか?                                                               |
| 477       | 2021年10月22日 | サカナクション、アルバム2作に渡る大型プロジェクトを発表!                                                      |
| 478       | 2021年10月29日 | 読書の秋! サカナクション・山口一郎、おすすめの本10冊!                                                         |
| AuDee-1   | 2021年11月12日 | 「サカナLOCKS!〜修行編〜」スタート! - 前編 -                                                                  |
| AuDee-2   | 2021年11月19日 | 「サカナLOCKS!〜修行編〜」スタート! - 後編 -                                                                  |
| AuDee-3   | 2021年11月26日 | 深夜の悩み相談「就活の方向性について悩んでいます。」                                                          |
| AuDee-4   | 2021年12月3日  | 「一郎先生に"ノンバイナリー"について知って欲しい」という生徒と話しました。- 前編 -                            |
| AuDee-5   | 2021年12月10日 | 「一郎先生に"ノンバイナリー"について知って欲しい」という生徒と話しました。- 後編 -                            |
| AuDee-6   | 2021年12月17日 | サカナクション2年ぶりの有観客ライブ、その感想。                                                               |
| AuDee-7   | 2021年12月24日 | 『サカナLOCKS!〜修行編』最終回! 生徒の悩みを聞いていきます。                                                  |
| 479       | 2022年1月7日   | サカナLOCKS!復活！近況報告&2022年の抱負を書初め! (w/ 岩寺基晴先生)                                            |
| 480       | 2022年1月14日  | 宿題「サカナクションがアイドルを初プロデュース! その名前は何?」                                               |
| 481       | 2022年1月21日  | ボカロ楽曲を一郎先生が分析していく『ボカロNight！』開催!                                                      |
| 482       | 2022年1月28日  | 生徒に電話してショックを受けた出来事を聴く授業『テレホンショック!』                                           |
| 483       | 2022年2月4日   | サカナクション『SAKANAQUARIUM アダプト TOUR』を振り返って                                                     |
| 484       | 2022年2月11日  | 一郎先生がTwitterでエゴサして "いいね" していきました。                                                       |
| 485       | 2022年2月18日  | 生徒からボカロ版「忘れられないの」が届きました!                                                               |
| 486       | 2022年2月25日  | 発売まであと１ヶ月。コンセプト・アルバム『アダプト』を語る。                                                  |
| 487       | 2022年3月4日   | 君がショックを受けたことを聞かせてくれ!『テレフォンショック!』                                                |
| 488       | 2022年3月11日  | サカナクションにまつわる最新ニュースを紹介する『情報ライブ ショック! 特大号』                                 |
| 489       | 2022年3月18日  | 『アダプト』リリース直前緊急企画! ビクタースタッフも時代にアダプトしてるのか? - 前編 -                        |
| 490       | 2022年3月25日  | 『アダプト』リリース直前緊急企画! ビクタースタッフも時代にアダプトしてるのか? - 後編 -                        |
| 491       | 2022年4月1日   | 遂にリリースされた『アダプト』! 生徒がCDを購入する瞬間や開封するところを生中継!                               |
| 492       | 2022年4月8日   | 一郎先生がエゴサで "いいね" しながら近況を話していきました。                                                  |
| 493       | 2022年4月15日  | 宿題「2022年ブレイクしそうなミュージシャンとその理由を答えよ。」                                              |
| 494       | 2022年4月22日  | THE 2が登場! (前編) - 一郎先輩が後輩バンドを呼びつけたぞー!                                                   |
| 495       | 2022年4月29日  | THE 2が登場! (後編) – バンドという音楽活動について話していきます。                                            |
| 496       | 2022年5月6日   | サカナクション15周年記念スタジオセッション『15.0』の見どころを解説!                                           |
| 497       | 2022年5月13日  | 15周年記念スタジオセッション『15.0』を生徒と振り返ります!                                                     |
| 498       | 2022年5月20日  | 副担任、江島啓一先生が登場! サカナクションの近況報告                                                          |
| 499       | 2022年5月27日  | 先週お休みだった山口一郎先生からの近況報告。                                                                  |
| 500       | 2022年6月3日   | "東京はなんとなく生きていける街" - 大学進学で東京に出てきた生徒の悩み相談。                                   |
| 501       | 2022年6月10日  | 一郎先生から、サカナクションの近況報告。                                                                      |
| 502       | 2022年6月17日  | 久々に開催「テレフォンショック!」の授業!                                                                      |
| 503       | 2022年6月24日  | 照明の仕事がしたいという生徒と話しました - 「音楽業界就職相談室」                                             |
| 504       | 2022年7月1日   | 新授業『ことわざおんがく』- 音楽にまつわることわざに変換してみよう。                                          |
| 505       | 2022年7月8日   | このクラスの副担任、江島啓一先生が授業を担当していきます!                                                     |
| 506       | 2022年7月15日  | ＜サカナクション・江島啓一 × SUPER BEAVER・渋谷龍太＞ 山下達郎 ニューアルバム『SOFTLY』の魅力を語り合う(前編) |
| 507       | 2022年7月22日  | ＜サカナクション・江島啓一 × SUPER BEAVER・渋谷龍太＞ 山下達郎 ニューアルバム『SOFTLY』の魅力を語り合う(後編) |
| 508       | 2022年7月29日  | ドラム対談! 江島啓一×堀正輝(前編)                                                                             |
| 509       | 2022年8月5日   | ドラム対談! 江島啓一×堀正輝(後編)                                                                             |
| 510       | 2022年8月12日  | サカナクションMV対談! 江島啓一×森義仁(前編)                                                                   |
| 511       | 2022年8月19日  | サカナクションMV対談! 江島啓一×森義仁(後編)                                                                   |
| 512       | 2022年8月26日  | 江島啓一×KERENMI(蔦谷好位置) 対談(前編)                                                                       |
| 513       | 2022年9月2日   | 江島啓一×KERENMI(蔦谷好位置) 対談(後編)                                                                       |
| 514       | 2022年9月9日   | 対談：江島啓一×世武裕子(前編)                                                                                 |
| 515       | 2022年9月16日  | 対談：江島啓一×世武裕子(後編)                                                                                 |
| 516       | 2022年9月23日  | 江島先生より、サカナクションの近況報告。                                                                      |
| 517       | 2022年9月30日  | 山口一郎先生が3ヶ月ぶりに戻ってきました。                                                                     |
| 518       | 2022年10月7日  | "UNDERWORLD×サカナクション" ダブルヘッドライン公演の公開反省会                                                |
| 519       | 2022年10月14日 | サカナLOCKS!掲示板に書き込まれたメッセージを紹介していきます。                                                |
| 520       | 2022年10月21日 | 一郎先生の自宅から断捨離で出てきたサカナクショングッズをプレゼント!                                           |
| 521       | 2022年10月28日 | 生徒の質問にNGなしで答える授業 "一問一郎"                                                                     |
| 522       | 2022年11月4日  | 新授業「ミュージシャンドラフト会議」(1)                                                                       |
| 523       | 2022年11月11日 | 新授業「ミュージシャンドラフト会議」(2)                                                                       |
| 524       | 2022年11月18日 | 新授業「ミュージシャンドラフト会議」(3)                                                                       |
| 525       | 2022年11月25日 | 宿題「2022年の音楽重大ニュースを教えて!」(1)                                                                  |
| 526       | 2022年12月2日  | 宿題「2022年の音楽重大ニュースを教えて!」(2)                                                                  |
| 527       | 2022年12月9日  | 新授業「ドクター山口の音楽処方箋」                                                                            |
| 528       | 2022年12月16日 | 生徒からの質問にタブーなしで答える「一問一郎」                                                                |
| 529       | 2022年12月23日 | 2022年のフェイバリットソングス (w/副担任's)                                                                   |
| 530       | 2022年12月30日 | 山口一郎先生が2022年を振り返ります。                                                                          |
| 531       | 2023年1月6日   | 新春特別企画!「第5回ミュージシャンしりとり」                                                                  |
| 532       | 2023年1月13日  | いま何かと戦っている君へ                                                                                      |
| 533       | 2023年1月20日  | 第5回 ミュージシャンしりとり(2)                                                                               |
| 534       | 2023年1月27日  | 音楽にまつわる職業シリーズ「プロモーター」リモート編＜前編＞                                                  |
| 535       | 2023年2月3日   | 音楽にまつわる職業シリーズ「プロモーター」リモート編＜後編＞                                                  |
| 536       | 2023年2月10日  | こもり校長が一郎先生の家にやってきた!＜前編＞                                                                 |
| 537       | 2023年2月17日  | こもり校長が一郎先生の家にやってきた!＜後編＞                                                                 |
| 538       | 2023年2月24日  | 生徒から届いたメッセージを紹介しながら、一郎先生の近況報告をします。                                          |
| 539       | 2023年3月3日   | 宿題「生徒の2022年フェイバリット・ソング」                                                                    |
| 540       | 2023年3月10日  | 集まれ! サカナキッズ! こしやまだ君(9才)                                                                       |
| 541       | 2023年3月17日  | 10代で突発性難聴を患ったという生徒と話しました。                                                              |
| 542       | 2023年3月24日  | 【検証】AIチャット"ChatGPT" で、サカナクションっぽい歌詞が書けるか?                                           |
| 543       | 2023年3月31日  | 山口一郎先生、初の書籍『ことば 僕自身の訓練のためのノート』                                                   |
| 544       | 2023年4月7日   | 音学の授業、サカナLOCKS! は12年目に突入しました!                                                              |
| 545       | 2023年4月14日  | ドクター山口の音楽診療所「新しい音楽の探し方を教えてください!」                                               |
| 546       | 2023年4月21日  | マイナビ 閃光ライオット2023 応募音源を一郎先生がチェック!                                                     |
| 547       | 2023年4月28日  | サカクション好きのキッズ生徒が登場『集まれ！サカナキッズ!』シューゴ君(6才)                                    |
| 548       | 2023年5月5日   | 第5回ミュージシャンしりとり(3)                                                                                |
| 549       | 2023年5月12日  | 生徒からの質問にタブーなしで答える「一問一郎!」                                                               |
| 550       | 2023年5月19日  | デビュー16周年の山口一郎に16歳の生徒からの16の質問。                                                          |
| 551       | 2023年5月26日  | 【マイノリティ相談室】男子校に6年間通っているという生徒と話しました。                                         |
| 552       | 2023年6月2日   | 開催直前『NF#15 NF1ROOM』を一郎先生が解説していくぞ!                                                          |
| 553       | 2023年6月9日   | 「サカナLOCKS!の作り方・番外編」〜意図的な編集・演出〜                                                        |
| 554       | 2023年6月16日  | TikTokクリエイター 指男 先生が登場! 元サカナLOCKS!の生徒!                                                     |
| 555       | 2023年6月23日  | TikTokクリエイター 指男 先生と、SNSの付き合い方についての授業。                                               |
| 556       | 2023年6月30日  | 山口一郎、"ネットニュースになるようなトーク"を意識しながら授業!                                               |
| 557       | 2023年7月7日   | まもなく二十歳を迎える生徒の悩み相談にのりました。                                                            |
| 558       | 2023年7月14日  | こもり校長、免許取得記念! おすすめドライブソングの授業                                                        |
| 559       | 2023年7月21日  | 一郎先生から夏休みの宿題が出ました。                                                                          |
| 560       | 2023年7月28日  | 「マイナビ閃光ライオット2023」ファイナリストを副担任'sが聴いていきます!                                       |
| 561       | 2023年8月4日   | 「マイナビ閃光ライオット2023」ファイナリストを副担任'sが聴いていきます! (2)                                   |
| 562       | 2023年8月11日  | 山口一郎先生が最近考えていること                                                                              |
| 563       | 2023年8月18日  | 宿題「夏を感じる曲やミュージシャンと、その理由を答えなさい。」                                                |
| 564       | 2023年8月25日  | 江島啓一先生が「マイナビ閃光ライオット2023」を振り返る!                                                       |
| 565       | 2023年9月1日   | サカナLOCKS! からのお知らせです。9月29日がラストの授業になります。                                            |
| 566       | 2023年9月8日   | 宿題「自分を救ってくれた1曲を答えなさい。」                                                                   |
| 567       | 2023年9月15日  | サカナLOCKS! 終了を発表して、生徒からたくさんのメッセージが届きました。                                       |
| 568       | 2023年9月22日  | とーやま元校長を迎えて、今回は "ロス" についての授業。                                                        |
| 569（終） | 2023年9月29日  | サカナLOCKS! 最終回。山口一郎先生から生徒の君へ。                                                             |

## 放送時間
過去の放送時間
- 月曜日 23:08 - 23:25（2012年4月2日 - 2013年3月25日）
- 木曜日 23:08 - 23:25（2013年4月4日 - 2019年3月28日）
- 金曜日 23:23 - 23:43（2019年4月5日 - 12月27日、『SCHOOL OF LOCK! UNIVERSITY』内）
- 金曜日 23:27 - 23:53（2020年1月3日 - 2021年3月26日）
- 金曜日 22:30 - 22:53（2021年4月2日 - 10月29日、2022年1月7日 - 2023年9月29日）
- 金曜日 18:00（2021年11月12日 - 12月24日、AuDeeで配信）

休講
- 2012年12月31日、SOL!の休校のため。
- 2014年3月6日 - 3月27日、『BUMP LOCKS!』の開講のため。
- 2015年12月31日、SOL!の短縮授業のため。
- 2016年1月7日 - 3月31日、『KANA-BOON LOCKS!』の開講のため。
- 2016年4月14日、SOL!が熊本地震の報道特別番組に変更されたため。
- 2018年6月28日、SOL!の短縮授業のため。
- 2020年5月22日、SOL!の休校のため。
- 2021年11月5日 - 11月26日、『Ado LOCKS!』の開講のため。
- 2021年12月3日 - 12月24日、『RAD LOCKS!』の開講のため。
- 2021年12月31日、『学校運営戦略会議』の開講のため。

## 備考
- 2019年6月21日は、23:00 - 23:55に拡大して授業された。理由は、3日前の6月18日に、生放送教室にゲスト講師として来校し、アルバム「834.194」についての授業を行う予定だったが、山形県沖地震が発生し、授業が十分にできなかったため。この日行う予定だった『SCHOOL OF LOCK! UNIVERSITY』の授業は翌週に延期された。